# Семмі Макілрой
Семмі Макілрой (англ. Sammy McIlroy, нар. 2 серпня 1954, Белфаст) — північноірландський футболіст, що грав на позиції півзахисника. По завершенні ігрової кар'єри — футбольний тренер.
Виступав, зокрема, за клуб «Манчестер Юнайтед», а також національну збірну Північної Ірландії.
Володар Кубка Англії. Володар Суперкубка Англії з футболу. 

## Клубна кар'єра
Народився у Белфасті, де й почав займатися футболом. Привернувши увагу легендарного тренера англійського «Манчестер Юнайтед» Метта Басбі, у 1969 році 15-річний футболіст перебрався до Манчестера, де продовжив займатися футболом у клубній академії цього клубу.
У складі основної команди «Манчестер Юнайтед» дебютував 1971 року, провів у її складі десять сезонів, взявши участь у 342 матчах чемпіонату.  Більшість часу, проведеного у складі «Манчестер Юнайтед», був основним гравцем команди. За цей час виборов титул володаря Кубка Англії, ставав володарем Суперкубка Англії з футболу.
На початку 1982 року перейшов до «Сток Сіті», команди, яка відчайдушно боролося за виживання в еліті англійського футбола. Ціна трансфера гравця склала рекордні для його нового клубу 350 тисяч фунтів. Того сезону Макілрой допоміг «Сток Сіті» втриматися у найвищому дивізіоні, а згодом провів у його складі ще три повні сезоні. За результатами сезону 1984/85 клуб таки програв боротьбу за збереження місця в елітному англійському дивізіоні, а Макілрою було надано статус вільного агента.
Сезон 1985/86 гравець відіграв за «Манчестер Сіті», після чого на деякий час приєднався до шведського «Ергрюте». 
На початку 1987 року досвідчений 32-річний півзахисник став гравцем «Бері», за який протягом наступних трьох років відіграв 100 матчів у Третьому дивізіоні Футбольної ліги. Протягом цього часу на умовах оренди також провів декілька ігор за австрійський «Медлінг». У першій половині 1990 року грав за іншу команду третього дивізіону, «Престон Норт-Енд».
Протягом 1991—1993 років тренував нижчоліговий «Нортвіч Вікторія», у складі якого також інколи виходив на поле.

## Виступи за збірну
1972 року дебютував в офіційних матчах у складі національної збірної Північної Ірландії. Протягом кар'єри у національній команді, яка тривала 15 років, провів у формі головної команди країни 86 матчів, забивши 5 голів.
У складі збірної був учасником чемпіонату світу 1982 року в Іспанії, а також чемпіонату світу 1986 року в Мексиці.

## Кар'єра тренера
Розпочав тренерську кар'єру 1991 року, очоливши тренерський штаб нижчолігового клубу «Нортвіч Вікторія». З 1993 року працював з командою Футбольної Конференції (5-й дивізіон англійського футболу) «Маклсфілд Таун», яку за шість років вивів до рівня англійської Футбольної ліги.
2000 року прийняв пропозицію очолити збірну Північної Ірландії, яка на той час становила значно меншу силу, ніж за часів виступів Макілроя на полі у 1980-х. За майже чотири роки роботи зі збірною Макілрой здобув лише чотири перемоги у 28 матчах. Залишив національну команду восени 2003 року після завершення відбіркового циклу до Євро-2004, в рамках якого північноірландці не спромоглися забити жодного гола у восьми іграх груового турніру.
Згодом працював в англійських нижчолігових клубах «Стокпорт Каунті» (2003–2004) та «Моркем» (2006–2011).

### Тренерська статистика
| Команда           | З                 | По                | Результати | Результати | Результати | Результати | Результати |
| Команда           | З                 | По                | І          | В          | Н          | П          | В %        |
| ----------------- | ----------------- | ----------------- | ---------- | ---------- | ---------- | ---------- | ---------- |
| Північна Ірландія | 23 лютого 2000    | 15 жовтня 2003    | 28         | 4          | 7          | 17         | 14,29      |
| «Стокпорт Каунті» | 16 жовтня 2003    | 25 листопада 2004 | 58         | 14         | 18         | 26         | 24,14      |
| «Моркем»          | 17 листопада 2005 | 9 травня 2011     | 267        | 100        | 77         | 90         | 37,45      |
| Усього            | Усього            | Усього            | 353        | 118        | 102        | 133        | 33,43      |

## Титули і досягнення
- Володар Кубка Англії (1):

«Манчестер Юнайтед»:  1976–77
- Володар Суперкубка Англії з футболу (1):

«Манчестер Юнайтед»:  1977